# Funky Technician
Funky Technician è l'album d'esordio del duo hip hop statunitense formato dal rapper Lord Finesse e da DJ Mike Smooth, pubblicato il 6 febbraio del 1990. L'album è prodotto da Wild Pitch ed EMI, inoltre è commercializzato da Bellaphon per il mercato tedesco. La produzione è affidata a Smooth, DJ Premier, Diamond D e a Showbiz e vede la collaborazione di A.G. Nel 1998, Funky Technician è inserito nella lista dei 100 migliori album rap della rivista The Source. Nel 2008, l'album è ripubblicato da Wild Pitch.

## Ricezione
John Bush per Allmusic assegna all'album quattro stelle e mezzo su cinque, recensendolo in maniera entusiastica: «è una formula semplice: riunisci uno dei migliori rapper dell'East Coast con alcuni dei produttori più intelligenti nell'hip hop, quindi aggiungi un DJ stellare e i risultati saranno sicuramente emozionanti. Funky Techician era proprio questo [...] sorprendentemente, nonostante [DJ] Premier avrebbe presto forgiato uno stile unico diventando uno dei produttori più rispettati nell'hip hop, è Diamond D ad assicurarsi la traccia migliore (la title track), quella con lo stesso suono che poi [DJ] Premier avrebbe successivamente fatto suo. Lord Finesse è fresco e creativo su ogni linea [...] tuttavia, verso la fine del decennio uscirono moltissime grandi produzioni da New York e Funky Technician non ebbe mai l'attenzione che avrebbe meritato.»
| Recensione | Giudizio |
| ---------- | -------- |
| AllMusic   | [ 2 ]    |
| RapReviews | [ 3 ]    |

## Tracce
1. Lord Finesse's Theme Song Intro – 1:06 (testo: Robert Hall, Christopher Martin – musica: DJ Premier)
2. Baby, You Nasty (New Version) – 5:08 (testo: Hall, Martin – musica: DJ Premier)
3. Funky Technician – 4:43 (testo: Hall, Joseph Kirkland – musica: Diamond D)
4. Back to Back Rhyming (featuring A.G.) – 3:26 (testo: Hall, Rodney Lemay, Andre Barnes – musica: Showbiz)
5. Here I Come – 4:35 (testo: Hall, Kirkland – musica: Diamond D)
6. Slave to My Soundwave – 3:23 (testo: Hall, Martin, Mike Smooth – musica: DJ Mike Smooth, DJ Premier)
7. I Keep the Crowd Listening – 4:12 (testo: Hall, Kirkland – musica: Diamond D)
8. Bad Mutha – 4:37 (testo: Hall, Kirkland – musica: Diamond D)
9. Keep It Flowing (featuring A.G.) – 3:22 (testo: Hall, Kirkland – musica: Diamon D)
10. A Lesson to Be Taught – 5:02 (testo: Hall, Martin – musica: DJ Premier)
11. Just a Little Something – 3:05 (testo: Hall, Lemay – musica: Showbiz)
12. Strictly for the Ladies – 5:18 (testo: Hall, Martin – musica: DJ Premier)
13. Track the Movement – 5:36 (testo: Hall, Martin – musica: DJ Premier)

Durata totale: 53:33